# Оливарес, Фелипе
Фели́пе Олива́рес (исп. Felipe Olivares, 5 февраля 1905 или 5 февраля 1910, Мексика — неизвестно, Мексика) — мексиканский футболист, полузащитник. Игрок клуба «Атланте» и сборной Мексики, участник чемпионата мира 1930 года.

## Биография
Игрок клуба «Атланте», Фелипе Оливарес, принял участие в чемпионате мира 1930 года в составе команды из 17 человек, выбранных тренером Хуаном Луке де Серральонгой для путешествия в Уругвай. На турнире Фелипе сыграл всего один матч — он появился на поле в игре против сборной Аргентины, проигранной мексиканцами со счётом 3:6. Больше в сборную не привлекался, в других международных играх участия не принимал.